# ۲۴۷ (میلادی)
۲۴۷ (میلادی) دویست و چهل و هفتمین سال تقویم میلادی است.

## درگذشتگان
‎